# Ras Doumeira
Ras Doumeira ist ein Kap nordöstlich von Dschibuti nahe dem Bab al-Mandab im Roten Meer. Gemeinsam mit der 500 Meter weiter nordöstlich gelegenen Insel Doumeira ist das Kap seit der Unabhängigkeit Eritreas von Äthiopien 1993 Gegenstand eines Grenzkonfliktes zwischen Eritrea und Dschibuti. Ras Doumeira ist strategisch wichtig, da es gewissermaßen den Eingang zum Roten Meer markiert.
Die südöstliche Küste stellt bis wenige hundert Meter vor das Kap ein lang gezogener Strand dar. Die nordwestliche Küste ist felsiger und hat eine Bucht mit einem Strand.

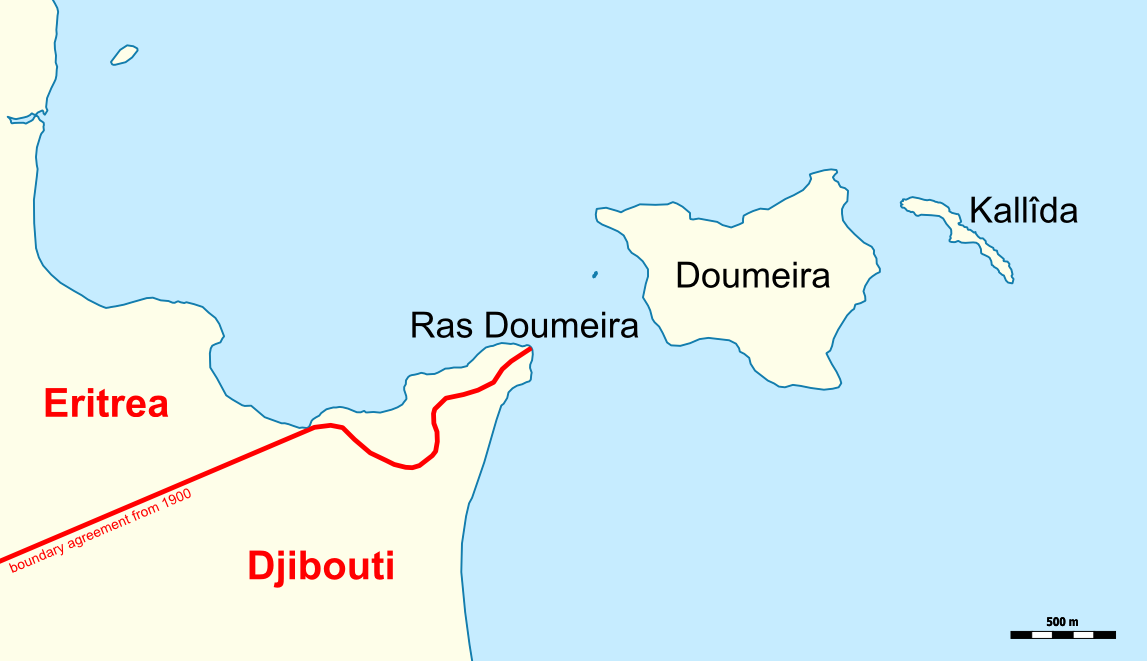
Karte des Grenzverlaufs

Der Grenzverlauf wurde Ende des 19./Anfang des 20. Jahrhunderts zwischen der damaligen italienischen Kolonialmacht Eritreas und den französischen Kolonialherren Dschibutis festgelegt, dies jedoch nach Ansicht mancher Experten nur vage. So vereinbarten Italien und Frankreich 1901 bei der Aufteilung des Sultanats Raheita, dass kein Drittstaat Ras Doumeira kontrollieren solle und Grenzfragen später genauer geregelt werden sollten. Dschibuti ist jedoch der Ansicht, ein Vertrag von 1897 teile Ras Doumeira eindeutig Frankreich und damit dem heutigen Dschibuti zu. Eritrea hingegen berief sich auf ein nie ratifiziertes Französisch-Italienisches Abkommen von 1935. Eritreische Truppen hatten mehrmals versucht, zuletzt im April 2008, das Gebiet rund um Ras Doumeira einzunehmen.
Die Insel sowie das Kap gehört aus der Sicht Dschibutis zum Distrikt Alaili Dadda der Region Obock und bildet den nördlichsten Teil des Landes.